# Kroonland
Die Kroonland war ein 1902 in Dienst gestellter Transatlantik-Passagierdampfer der belgisch-amerikanischen Reederei Red Star Line, der im Passagierverkehr von Antwerpen nach New York eingesetzt wurde. Im Ersten Weltkrieg diente das Schiff ab dem 18. Februar 1918 unter der Bezeichnung USAT Kroonland als Truppentransporter für die United States Army und ab dem 22. April 1918 als USS Kroonland (ID-1541) für die United States Navy. Nach dem Krieg nahm das Schiff seinen Passagierdienst unter dem Namen Kroonland wieder auf, bis es 1927 außer Dienst gestellt und in Italien verschrottet wurde.

## Konstruktion und Ausstattung

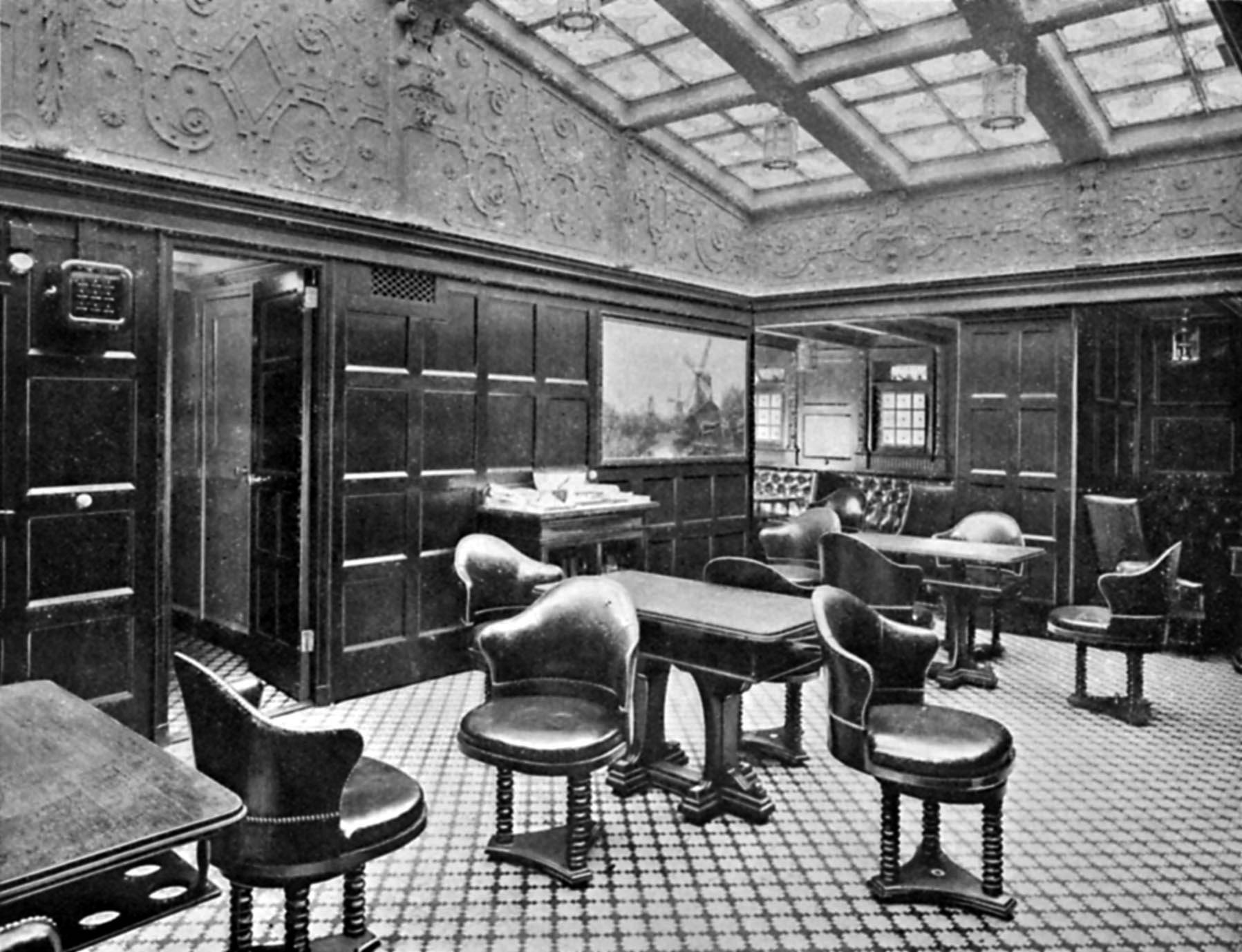
Der Rauchsalon der Ersten Klasse

Im Juli 1899 kündigte der in Philadelphia sitzende Schifffahrtskonzern International Navigation Company den Bau von vier neuen Ozeandampfern für den Nordatlantikverkehr an. Zwei davon, die beiden 11.000-Tonner Zeeland und Vaderland, wurden auf der Werft John Brown & Company in Clydebank bei Glasgow gebaut und die beiden anderen, die Kroonland und die Finland wurden kurz danach bei William Cramp and Sons in Philadelphia (USA) auf Kiel gelegt. Alle vier Schiffe wurden für die Red Star Line geplant, die ein Teil der International Navigation Company war. Es waren die ersten Neubauten für die Red Star Line seit über zehn Jahren.
Mit je 12.760 BRT waren die Finland und die Kroonland, die beide aus Stahl gefertigt wurden, die bis dahin größten Schiffe der Red Star Line. Zum Zeitpunkt ihres Stapellaufs waren sie die größten auf einer amerikanischen Werft in Entstehung befindlichen Passagierschiffe und die bis dahin größten bei William Cramp and Sons gebauten zivilen Schiffe.
Die 170,69 Meter lange und 18,35 Meter breite Kroonland hatte zwei Schornsteine, vier Masten und zwei Propeller. Sie war mit zwei dreizylindrigen Dreifachexpansions-Dampfmaschinen ausgestattet,  die 5.100 PSi leisteten und dem Schiff zu einer Höchstgeschwindigkeit von 17 Knoten verhelfen konnten. Die vorgesehene durchschnittliche Reisegeschwindigkeit lag bei 15 Knoten. Das Schiff war mit neun Einender-Dampfkesseln ausgestattet, die mit Kohle befeuert wurden. Der Schiffsrumpf war durch elf Schotts in zwölf wasserdichte Abteilungen unterteilt und verfügte über einen Doppelboden. In den Lade- und Frachträumen konnten bis zu 11.000 Tonnen Fracht und Proviant verstaut werden.
Die Passagierkapazität lag bei 342 Reisenden der Ersten, 194 der Zweiten und 626 der Dritten Klasse. Die Passagierunterkünfte der Ersten Klasse lagen in den höher gelegenen Decks. Der Speisesaal der Ersten Klasse befand sich auf dem Oberdeck zwischen den beiden Schornsteinen und nahm die gesamte Schiffsbreite ein. In dem mit Mahagoni-Möbeln ausgestatteten und mit Seidenholz-Paneelen getäfelten Saal konnten 208 Personen Platz nehmen. Er wurde von einem Oberlicht gekrönt, das ebenfalls die gesamte Breite des Decks einnahm. Auf dem Bootsdeck waren die 20 stählernen Rettungsboote der Kroonland vertäut. Auf dem darunter liegenden Promenadendeck befanden sich die Bibliothek und der Rauchsalon der Ersten Klasse.

## Einsatz als Passagierschiff
Die Kroonland lief als erstes der beiden Schwesterschiffe am 20. Februar 1902 vom Stapel und wurde von Mrs. Anna Starr Griscom, der Ehefrau des Bankiers, Geschäftsmanns und Direktors der Western Savings Fund Society of Philadelphia, Rodman Ellison Griscom, getauft. Das Schiff bewegte sich jedoch zunächst nicht die Rampe hinunter, da es wegen des eisigen Wetters festgefroren war. Erst mithilfe großer Hydraulikheber glitt die Kroonland schließlich in den Delaware River.
Am 28. Juni 1902 lief sie in New York zu ihrer Jungfernfahrt nach Antwerpen ab. Als Anfang Dezember 1903 bei stürmischem Wetter etwa 140 Meilen westlich des Fastnet-Felsens das Ruder ausfiel, meldete die Besatzung der Kroonland die Notsituation per drahtlosem Funk. Zeitgenössische Presseberichte hielten fest, dass die Kroonland das erste Schiff war, das per Funk um Hilfe rief. Sie steuerte für die Reparatur Queenstown an der südirischen Küste an und übergab dort ihre Passagiere an die Teutonic und ihre Ladung an die Bovic, beides Schiffe der White Star Line. Drei Jahre später kam es zu einer weiteren Premiere, als der Bordfunker der Kroonland am 24. Dezember 1906 eher durch Zufall die erste Rundfunkübertragung empfing, die der Rundfunkpionier Reginald Fessenden aus Massachusetts sendete.

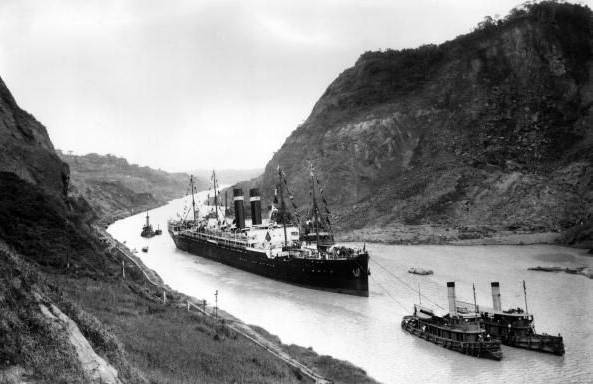
Die Kroonland im Panamakanal, 2. Februar 1915

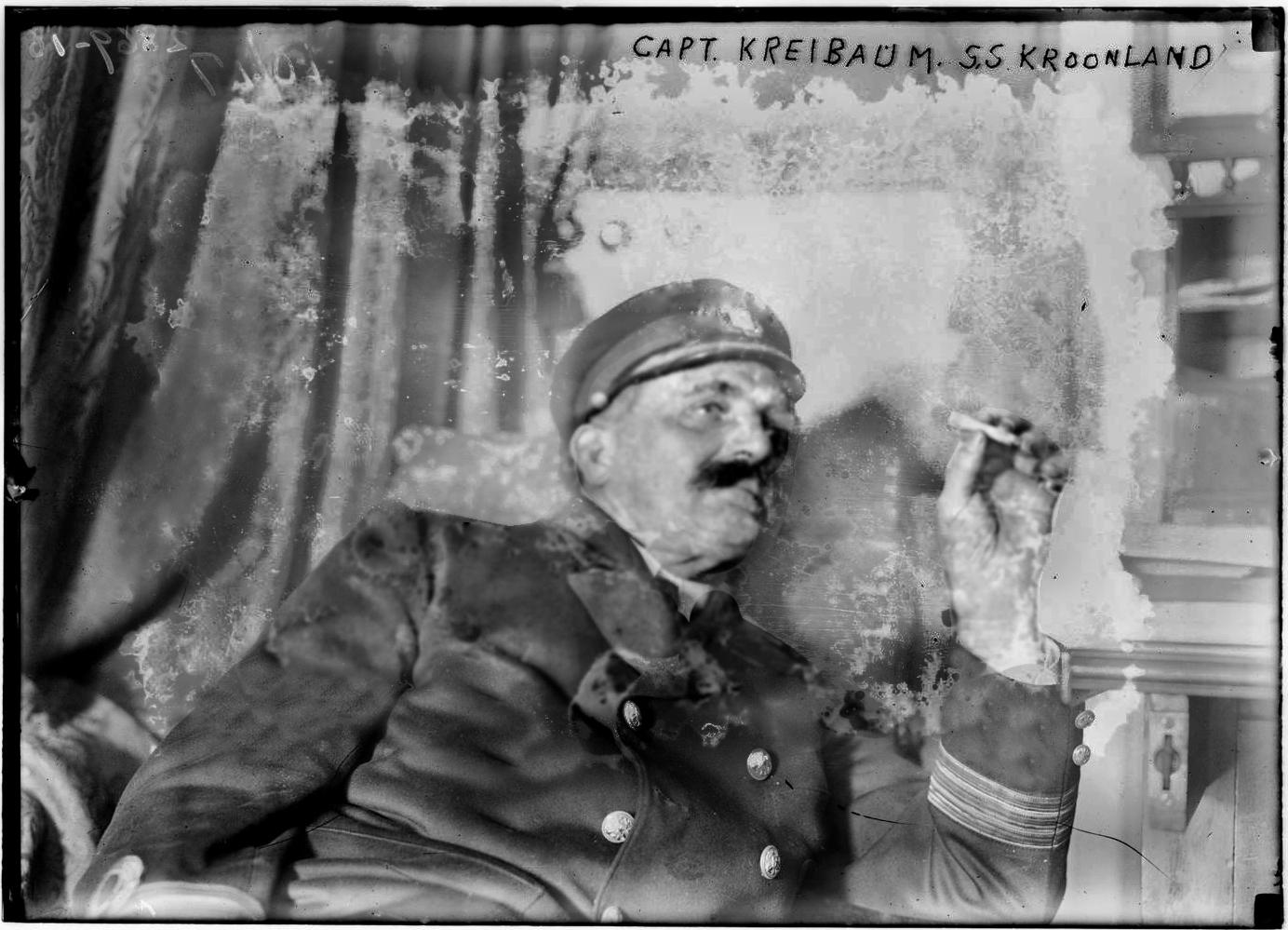
Der Kapitän der Kroonland, Paul Heinrich Kreibohm (1861–1938)

Die Kroonland fuhr wie auch die Finland in den ersten Jahren unter amerikanischer Flagge, bis sie am 6. November 1908 in Antwerpen registriert wurde und unter die belgische Flagge kam. Im Mai 1910 wurde die Kroonland offizielle zum World Missionary Conference Steamship ernannt, da sie die Delegierten der 1910er World Missionary Conference nach Edinburgh brachte. Ab dem 13. Januar 1912 segelte das Schiff aber wieder unter der amerikanischen Flagge. Im April 1912 wollte der amerikanische Schriftsteller Theodore Dreiser nach einem  ausgedehnten Europaaufenthalt an  Bord der Titanic in die USA zurückkehren. Er entschied sich aber im letzten Moment für die Kroonland und beschrieb hinterher die gedrückte Stimmung an Bord, nachdem die Nachricht vom Untergang der Titanic bekannt geworden war. Auf der nächsten Überfahrt nach New York hatte die Kroonland den  deutschen Spion Horst von der Goltz an Bord, der als Steward angeheuert hatte, um den deutschen Behörden zu entfliehen.
Am 1. August 1914 legte die Kroonland zu ihrer vorerst letzten Überfahrt von Antwerpen über Dover nach New York ab, da sie zwei Wochen später auf die Route Liverpool–New York verlegt wurde. Nach nur zwei Überfahrten auf dieser Route lief sie am 15. Oktober 1914 für eine Rundfahrt von New York nach Gibraltar, Neapel und Piräus aus. Ab dem 21. Mai 1915 wurde die Kroonland an die Panama Pacific Line für deren Dienst von New York nach San Francisco über den Panamakanal gechartert, da die International Mercantile Marine Company, der die Red Star Line angehörte, nach der Eröffnung des Kanals einen Vertrag zur Beförderung amerikanischer Post geschlossen hatte.
Auch die Finland wurde ab Mai 1915 dafür eingesetzt. Bereits im Februar 1915 hatte die Kroonland für eine einmalige Charterfahrt erstmals den Panamakanal genutzt. Sie war das bis dahin größte Schiff, das den erst im Jahr zuvor eröffneten Kanal durchfahren hatte. Bis zum 30. Januar 1916 war die Kroonland anschließend im London-New York-Service der American Line eingebunden. Ab dem 20. Februar 1916 bediente der Dampfer wieder die Route Liverpool–New York. Die letzte Überfahrt begann am 31. Januar 1917.

## Zwischenfälle und Unfälle
Im Dezember 1904 wurde das Schiff mitten auf dem Nordatlantik von einer Monsterwelle getroffen, die Augenzeugenberichten zufolge an die Spitze der Schornsteine gereicht haben soll. Es gab mindestens zwei Verletzte. Im Dezember 1907 brach wiederum in einem atlantischen Sturm eine der beiden Wellen, als sich die Kroonland in der Nähe der Scilly-Inseln befand. Mithilfe der noch intakten Welle schaffte es der Dampfer aus eigener Kraft nach Southampton. Dort wurden die Passagiere auf die Majestic der White Star Line transferiert, während die Kroonland für die Reparaturen im Trockendock in Southampton blieb. Am 2. Januar 1908 traf sie nach abgeschlossenen Ausbesserungsarbeiten wieder in New York ein.
Im April 1911 lief die Kroonland auf die Wellenbrecher im Hafen von Dover auf und am 8. Januar 1913 strandete sie kurz nach dem Auslaufen aus New York bei dichtem Nebel im Ambrose Channel. Schlepper benötigten mehr als sechs Stunden, um den Ozeanriesen aus dem Schlamm zu befreien.
Am 10. Oktober 1913 war die Kroonland eines der ersten Schiffe, die auf die Notrufe des mitten auf dem Atlantik in Brand geratenen Passagierdampfers Volturno reagierten. Trotz stürmischem Wetter und rauer See rettete sie insgesamt 90 Menschen von dem brennenden Schiff. Während der Rettungsaktion kollidierte sie beinahe mit dem französischen Passagierschiff La Touraine. Für seinen mutigen Einsatz wurde der Kapitän der Kroonland, Paul H. Kreibohm, mit dem belgischen Kronenorden, der Congressional Gold Medal, dem American Cross of Honor und der Sea Gallantry Medal ausgezeichnet.

## Truppentransporter

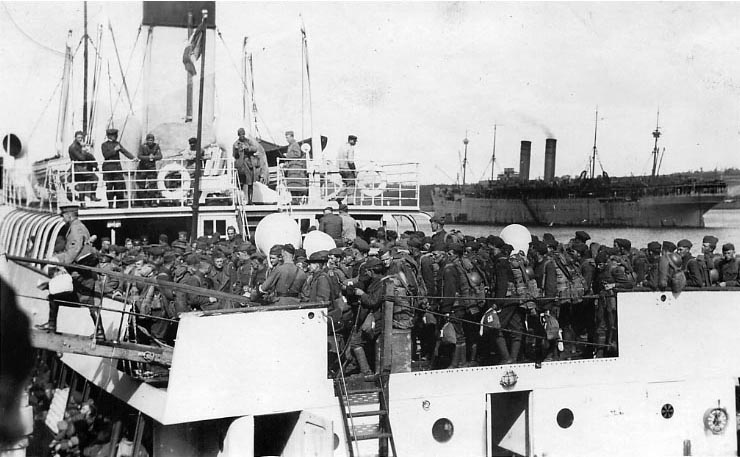
Das Zubringerschiff Traffic, das 1911 für die Olympic und die Titanic gebaut worden war, bringt im Hafen von Brest Soldaten an Bord der Kroonland, die im Hintergrund zu sehen ist (1919)

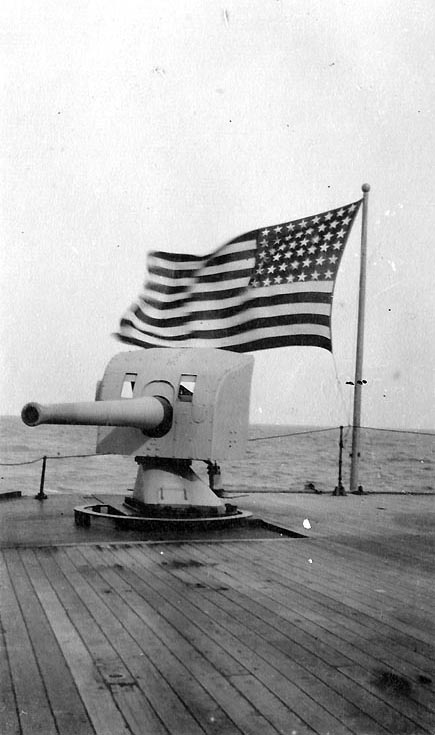
Eine Kanone an Bord der Kroonland (März 1919)

Da Deutschland am 1. Februar 1917 zum zweiten Mal im bisherigen Verlauf des Kriegs den  uneingeschränkten U-Boot-Krieg erklärt hatte, wurde die Kroonland zusammen mit der Finland und drei anderen Schiffen für knapp drei Monate an den Piers der American Line in New York aufgelegt. Während dieser Zwangspause wurde von Kohle- auf Kraftstoffverbrennung umgestellt, was bereits seit Oktober 1915 geplant gewesen war. Anfang März 1917 wurde das Schiff von Offizieren der United States Navy inspiziert und in den folgenden Tagen bewaffnet, um sich gegen U-Boot-Angriffe verteidigen zu können. Am 20. Mai 1917 wurde sie bei Liverpool von einem Torpedo getroffen, der aber nicht detonierte.
Am 15. Oktober 1917 verfügte das United States Shipping Board (USSB), dass alle amerikanischen Passagierschiffe mit einer Tonnage von über 2500 Tonnen der US-Regierung für den Kriegseinsatz zur Verfügung gestellt werden sollten. Im Februar 1918 wurde das Schiff mit der entsprechenden Bewaffnung ausgerüstet und ab April 1918 diente es mit der Kennung USAT Kroonland (United States Army Transport) offiziell als Truppentransporter für die United States Army. Die Kabinen der Zweiten  und Dritten Klasse wurden vollständig demontiert und durch Schlafsäle ersetzt. Außerdem mussten weitere sanitäre Anlagen und Kochvorrichtungen für die große Anzahl von Männern geschaffen werden.
Nur wenige Tage später, am 22. April 1918, wurde die Kroonland jedoch an die United States Navy übergeben, da auf Anordnung von Rear Admiral Albert Gleaves sämtliche Truppenschiffe mit Angehörigen der US Navy bemannt werden sollten. Fortan lief das Schiff unter der Bezeichnung USS Kroonland (ID-1541) und wurde bis November 1918 mit Truppentransporten von New York nach Frankreich beauftragt. Auf fünf Überfahrten beförderte sie dabei insgesamt 14.125 Soldaten. Nach dem Ende des Ersten Weltkriegs brachte sie amerikanische Truppen in die USA zurück und transportierte auf acht Überfahrten 26.152 Personen.

## Nach dem Krieg

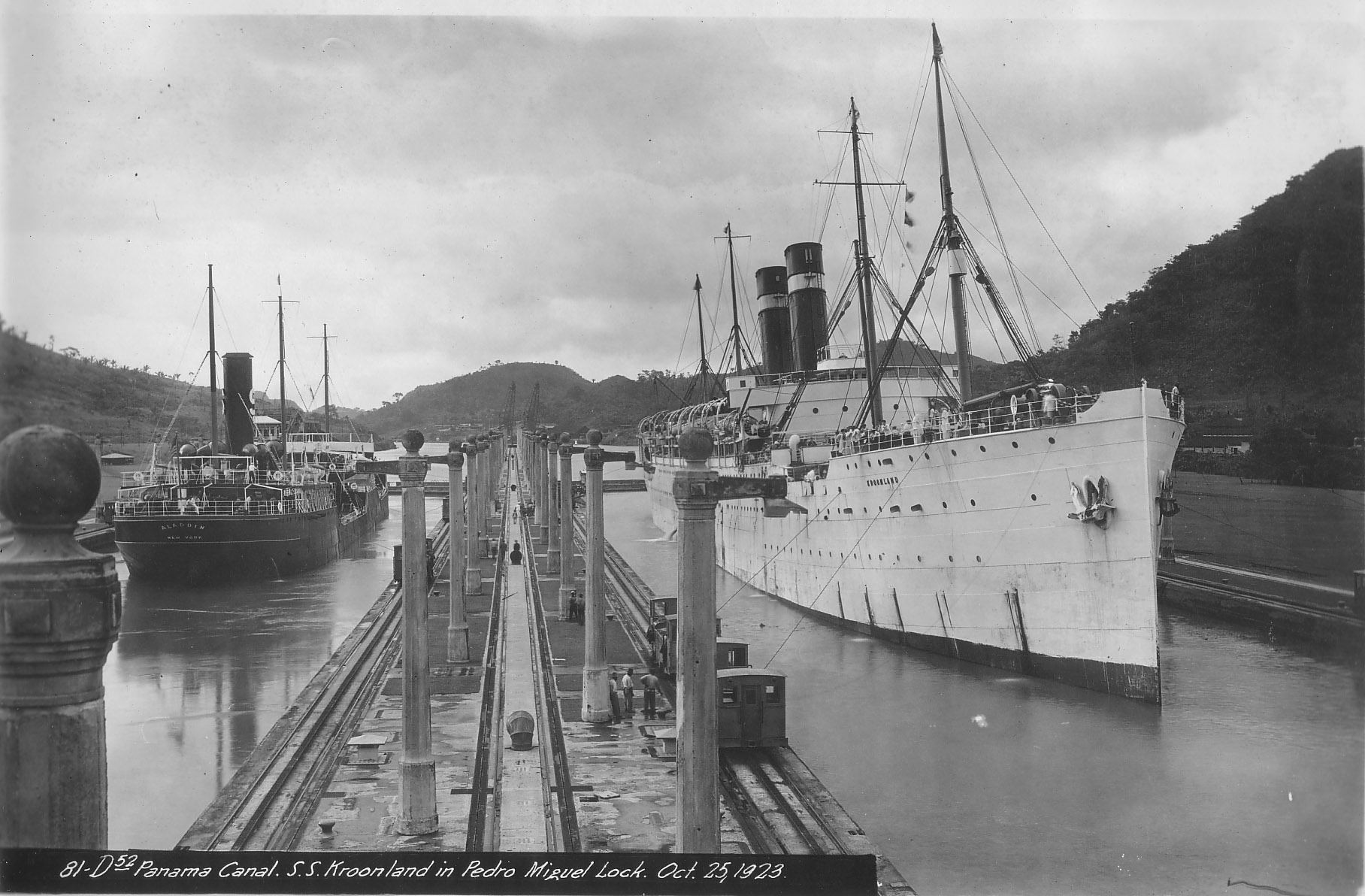
Die Kroonland auf Höhe der Pedro Miguel Locks im Panamakanal am 23. Oktober 1923

Nach Kriegsende wurde die Kroonland wieder dem Mutterkonzern International Mercantile Marine überstellt und in den W. & A. Fletcher Marine Works in Hoboken runderneuert. Die neuen Passagierunterkünfte wurden für 242 Passagiere der Ersten, 310 der Zweiten und 876 der Dritten Klasse ausgerichtet. Am 8. Januar 1920, als die Aufrüstung noch in vollem Gang war, brannte im Dock neben ihr der amerikanische Passagierdampfer St. Louis ab. Da die Löschmannschaften die St. Louis als verloren ansahen, richteten sie ihre Bemühungen auf die Kroonland.
Im April 1920 nahm die Kroonland, die erneut dem Management der Red Star Line übergeben wurde, ihren alten Liniendienst zwischen Antwerpen und New York wieder auf. Sie bediente diese Strecke bis Januar 1923 zusammen mit der Finland und der jüngeren Lapland. Im Juni 1920 reisten die US-Delegierten der Internationalen Handelskammer an Bord der Kroonland zu einer Zusammenkunft nach Paris, darunter Myron T. Herrick und Paul Moritz Warburg.
Am 12. November 1920 stieß sie nach dem Auslaufen aus Antwerpen auf der Schelde mit einem Schlepper zusammen, wodurch zwei Besatzungsmitglieder des Schleppers ums Leben kamen. Im September 1921 kehrten vier der sieben amerikanischen Mitglieder der Interparlamentarischen Union von einer Konferenz in Stockholm mit der Kroonland nach New York zurück. Am 10. Juni 1922 berichtete die New York Times, dass der Chefsteward der Kroonland, Charles Simmons, tot in seiner Kabine aufgefunden worden war. Der Gerichtsmediziner ging davon aus, dass Simmons bereits drei oder vier Tage tot war.
Anfang 1923 wurde das Schiff erneuten Umbauten unterzogen, in deren Folge vom bisherigen Dreiklassensystem auf lediglich Kabinenklasse und Dritte Klasse umgestellt wurde. Nach dieser Modernisierung unternahm die Kroonland drei Überfahrten für die American Line von New York nach Hamburg mit Stopps in Plymouth und Cherbourg. Am 18. Oktober 1923 legte das Schiff zu seiner ersten Fahrt für die Panama Pacific Line von New York nach San Francisco und Los Angeles seit 1915 ab. Als sie am 3. November 1923 im Hafen Los Angeles einlief, was sie das bis dahin größte Schiff, das den Hafen bis dahin angesteuert hatte.
Im Dezember 1924 gab die Panama Pacific Line bekannt, dass die Mongolia, ein ehemaliges Passagierschiff der Pacific Mail Steamship Company, die Kroonland ab Februar 1925 auf der Route New York–Kalifornien ersetzen würde. Von Dezember 1925 bis März 1926 wurde die Kroonland von der American Line im boomenden Passagierdienst von New York nach Miami verwendet und beförderte in dieser kurzen Zeit 11.000 Passagiere, darunter den Golfprofi Gene Sarazen. Die American Line kündigte zwar an, dass die  Kroonland in der kommenden Saison erneut die Strecke befahren würde, aber diese Pläne wurden letztendlich nicht umgesetzt. Der Immobilienmarkt in Florida kollabierte Mitte 1926 und am 18. September des Jahres wurde Miami von einem schweren Hurrikan verwüstet. Ohne eine weitere Einsatzmöglichkeit für das alte Schiff wurde es zunächst in Hoboken aufgelegt.
Nachdem sie zum Abbruch nach Italien verkauft worden war, lief die Kroonland am 29. Januar 1927 zum letzten Mal in New York aus. In Antwerpen wurde die Fracht gelöscht und am 21. März 1927 traf sie in Genua ein, wo sie verschrottet wurde. Nach Angaben der Associated Press hatte die Kroonland in Friedenszeiten insgesamt 234 Überfahrten durchgeführt und dabei 1.635.468 Seemeilen zurückgelegt.